# Loipertshausen
Loipertshausen ist ein Ortsteil der Gemeinde Schweitenkirchen im oberbayerischen Landkreis Pfaffenhofen an der Ilm. Der Weiler liegt circa vier Kilometer nordöstlich von Schweitenkirchen.

## Geschichte
Der Ort wird erstmals 834 als „Luitpreteshof“ überliefert.
Loipertshausen wurde am 1. Juli 1971 als Ortsteil der davor selbständigen Gemeinde Dürnzhausen im Rahmen der Gemeindegebietsreform nach Schweitenkirchen eingegliedert.

## Baudenkmäler
Siehe auch: Liste der Baudenkmäler in Loipertshausen